# Roland Gräf
Pour les articles homonymes, voir Graf.
Roland Gräf (né le 13 octobre 1934 à Meuselbach, en Thuringe et mort le 11 mai 2017 à Potsdam, en Brandebourg) est un réalisateur, chef opérateur et scénariste est-allemand puis allemand. Il a essentiellement fait sa carrière au sein de la DEFA, dont il a été un des cinéastes de premier plan dans les années 1970 et 1980.

## Biographie
Après une scolarité à Iéna, il effectue une formation d'opérateur de prise de vue à l'école de cinéma de Babelsberg, à Potsdam, de 1954 à 1959. À l'issue de ce cursus, en 1960, il est engagé par la DEFA, compagnie nationale est-allemande, où il devient opérateur pendant une dizaine d'années.
Il entame sa carrière de réalisateur en 1970 avec Mon cher Robinson, une œuvre sur le difficile passage à l'âge adulte d'un jeune brancardier insouciant, joué par l'acteur Jan Bereska. Roland Gräf, à l'instar d'autres cinéastes de sa génération, comme Lothar Warneke, s'inscrit alors dans le courant dit du "réalisme documentaire", qui entend s'intéresser à la réalité présente de la société socialiste est-allemande et à des thèmes du quotidien (relations matrimoniales, travail, marginalités). Dans cet esprit, en 1978, c'est avec La Fuite, que Roland Gräf marque les esprits. Il y aborde frontalement le problème des départs de RDA : un médecin se disant apolitique, campé par Armin Müller-Stahl, envisage à plusieurs reprises, au péril de sa vie, de passer en Allemagne de l'Ouest. L'ironie veut que l'acteur ait lui aussi fait le choix de quitter la RDA en 1978, comme de nombreuses personnalités du cinéma, à la suite de l'affaire Biermann.

Avec les années 1980 s'ouvre une décennie difficile pour la RDA et pour son industrie cinématographique. Durant cette période, Roland Gräf livre plusieurs réussites, en puisant dorénavant plus dans l'histoire de l'Allemagne que dans le présent socialiste. Il accède aux festivals de l'Ouest, en particulier celui de Berlin où il concourt trois fois pour l'Ours d'or. Après La Maison du fleuve, qui rend célèbre la comédienne Corinna Harfouch, Gräf signe un autre film remarqué sur les dernières années de Hans Fallada (1988), l'auteur de Seul dans Berlin.

Enfin, dans les années suivant la Réunification allemande, il mène à bout encore deux projets pour la DEFA (qui ne disparaît qu'en 1994), en particulier Le Joueur de tango, avec Michael Gwisdek, d'après un roman de Christoph Hein. Mais comme de nombreux anciens cinéastes de la RDA, il peine à poursuivre une carrière dans l'Allemagne réunifiée.

Il a reçu le prix Heinrich-Graf de première classe en 1970.

## Filmographie

### Réalisateur
- 1970 : Mon cher Robinson (de) (Mein lieber Robinson)
- 1975 : Un banquet pour Achille (Bankett für Achilles)
- 1977 : La Fuite (Die Flucht)
- 1979 : P.S. (de)
- 1982 : Märkische Forschungen (de)
- 1983 : Fariaho (de)
- 1986 : La Maison du fleuve (Das Haus am Fluß)
- 1988 : Fallada: Letztes Kapitel
- 1991 : Le Joueur de tango (Der Tangospieler)
- 1992 : Le Mystère de la salle d'ambre jaune (Die Spur des Bernsteinzimmers)

### Directeur de la photographie
- 1966 : Nés en 45 (Jahrgang 45)  de Jürgen Böttcher
- 1968 : La Septième année (Das siebente Jahr) de Frank Vogel
- 1970 : Dr. med. Sommer II, de Lothar Warneke
- 1973 (sorti en 1990) : Die Taube auf dem Dach d'Iris Gusner